# Taterillus gracilis
Taterillus gracilis es una especie de roedor de la familia Muridae.

## Distribución geográfica
Se encuentra en Burkina Faso, Chad, Costa de Marfil, Gambia, Ghana, Guinea, Malí, Níger, Nigeria, Senegal, Togo y, posiblemente, en el norte de Camerún.

## Hábitat
Su hábitat natural son: sabanas áridas, tierras de cultivo, pastizales y jardines rurales.